# 잇시키 스가

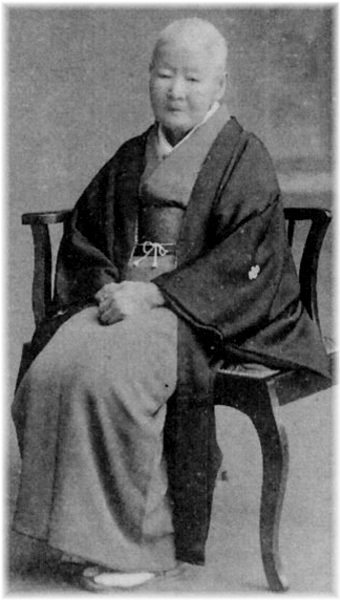
잇시키 스가의 사진

잇시키 스가(일본어: 一色 須賀 いっしき すが[*], 덴포 9년 4월 26일 (1838년 5월 19일) - 쇼와 4년 (1929년) 10월 7일)는 히토츠바시가의 로죠이다. 15대 쇼군 도쿠가와 요시노부의 측실이다. 아명은 미치 (みち), 아버지는 하타모토 니시노마루 코쇼구미 번사 잇시키 마사즈미이다. 백부는 코마이 노부오키이다.

## 생애
하타모토 잇시키 사다노스케 마사즈미의 장녀로 태어났다. 그 후, 히토츠바시 도쿠가와가의 오쿠조츄ㆍ스기우라의 양녀가 되어, 히토츠바시가에 들어갔다. 요시노부의 정실 이치조 미카코의 하녀가 된 후, 요시노부의 측실이 되었다고 한다.
쇼와 4년 (1929년), 92세의 나이로 사망했다. 묘소는 도쿄도 다이토구에 있는 야나카 묘지이다.